# Extinción paulatina del bosque

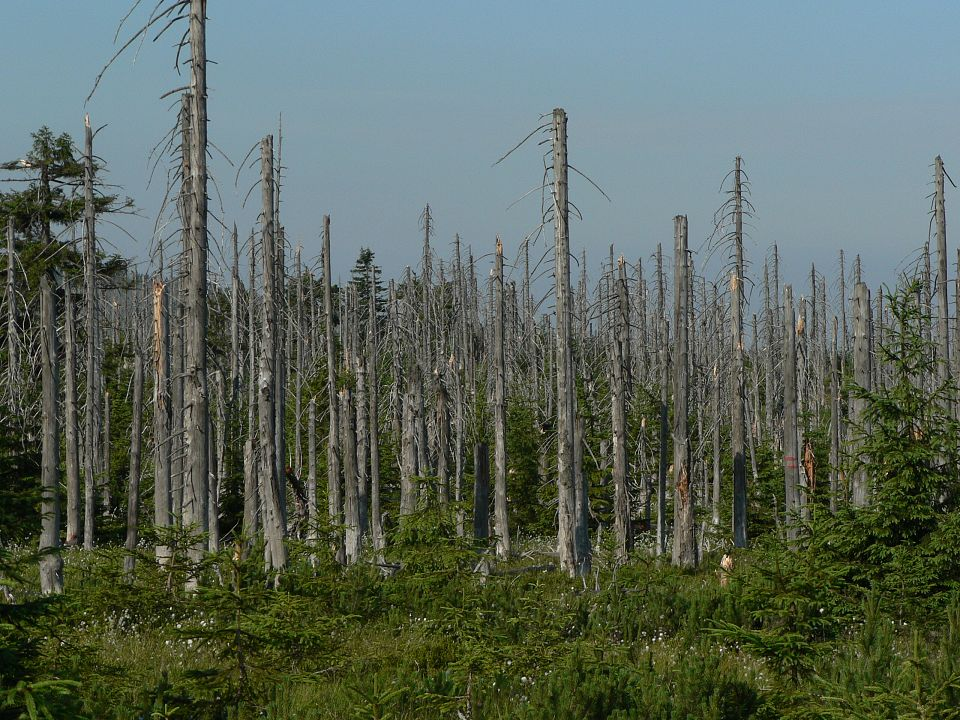
muerte forestal periférica o extinción paulatina del bosque

La acronecrosis, muerte forestal periférica o extinción paulatina del bosque (en inglés, forest dieback) (en alemán, Waldsterben, "muerte de los bosques") se refiere a la desaparición masiva de superficie forestal. El término refleja la preocupación generalizada en Alemania Occidental en los años 80 por la posible desaparición de los recursos forestales. La preocupación se centraba en la propagación de los síntomas existentes a zonas alejadas de los focos habituales de contaminación y en la afectación a más especies de árboles. Este problema se constató a mediados de los años setenta y desde entonces se ha discutido de forma pública, sobre todo en el norte y centro de Europa. Este debate tuvo una gran repercusión social y se convirtió en una de las claves del ascenso del partido ecologista alemán, Die Grünen (Los Verdes). Como consecuencia de ese debate, se tomaron medidas políticas que consiguieron una notoria reducción de las emisiones contaminantes. 

## Origen del término
El término Waldsterben se acuñó en un número de la revista Der Spiegel de 1981, apoyándose en un trabajo científico de Bernhard Ulrich. Sin embargo, hoy en día no existe una definición precisa del concepto Waldsterben (desaparición de los bosques). Ese hecho refleja las dificultades actuales para valorar las deforestaciones masivas desde un punto de vista científico. La denominación «nuevos daños forestales», considerada al principio como un eufemismo, se utiliza desde 1983 para denominar los daños forestales masivos. Desde entonces, ya no se emplea el término desaparición de los bosques en el campo de la silvicultura. El término tampoco se ha extendido fuera de los países de habla alemana.

## Evolución del fenómeno en Europa Central
Aunque los efectos dañinos de la combustión del carbón ya eran conocidos desde hace mucho, hasta el siglo XIX no hubo una reacción generalizada ante el deterioro de la salud de la población y ante la desaparición de los bosques, provocados principalmente por el dióxido de azufre.  Con el fin de proteger a los ciudadanos se tomaron diferentes medidas, como aumentar la altura de las chimeneas. Sin embargo, esta última no tuvo el éxito deseado, ya que provocó los mismos efectos en otros bosques más alejados. En aquel momento se consideraba que el ácido sulfuroso afectaba negativamente al crecimiento vegetal, teoría que hoy sigue vigente. Por eso, se llevaron a cabo experimentos con el fin de mitigar los efectos nocivos del humo, pero solo uno de ellos tuvo éxito. Este experimento consistía en filtrar el humo a través de una solución de cal para reducir la presencia de dióxido de azufre. No obstante, este procedimiento resultaba costoso y dejó de aplicarse. Debido a que a finales del siglo XIX la presión sobre el medio ambiente aumentó, en particular en las zonas más pobladas, se continuó con el filtrado a través de altas chimeneas hasta la segunda mitad del siglo XX y también se presentaron otras propuestas alternativas para reducir el humo como, por ejemplo, la descentralización de la industria. Sin embargo, estas medidas eran difíciles de implantar y, por consiguiente, cayeron en desuso, a pesar de que el daño medioambiental iba en aumento. En 1984 se estimaba que un tercio de las zonas forestales de la República Federal Alemana estaba dañado. Como consecuencia, entre otros motivos, de la presión pública se tomaron medidas para reducir la emisión de dióxido de azufre, como por ejemplo la construcción de instalaciones de desulfuración de gas de combustión en centrales energéticas, que eran las principales emisoras de este agente contaminante. Las primeras medidas legales se tomaron en Alemania Occidental en 1971. Gracias a estas se redujo significativamente la contaminación por dióxido de azufre y óxido nítrico. La deforestación masiva se convirtió en un tema candente a principios de los años 80 (junto con la amenaza de guerra) y propició el ascenso político del partido ecologista alemán. En esa época aumentó considerablemente la sensibilización con el medio ambiente en general y a la situación de los bosques en particular. 

## Posibles causas y denominaciones
Los tipos de daños asociados a la deforestación masiva se consideran un fenómeno complejo derivado de diversos factores bióticos y abióticos sujetos a variaciones temporales y espaciales. La contaminación del aire afectó especialmente a las coníferas. 
Las causas de este fenómeno complejo serían, entre otras:
- La contaminación del medioambiente (lluvia ácida).
- El ozono troposférico, el óxido nítrico.
- La diseminación de metales pesados.
- La pérdida de elementos básicos debido a medidas de protección medioambiental anteriores.
- Los problemas causados por las explotaciones forestales, como reforestaciones inadecuadas.
- El mayor o menor envejecimiento de los recursos forestales.
- Las causas climáticas (sequías, heladas, enfriamiento del clima, plagas).

La denominación nuevos daños forestales distingue este fenómeno de los daños causados al entorno directo por los humos de los gases de la industria pesada tradicional y de los daños forestales debidos a factores naturales conocidos hasta la fecha. También era nueva la extensión alcanzada por la contaminación en cada región y la afectación a diferentes especies forestales en pocos años. La novedad más evidente era que las agujas del abeto rojo (Picea abies) de las partes altas de las zonas montañosas adquirían un color amarillento, así como la combinación típica de síntomas, localización, extensión de los daños y su presencia en todas las categorías de edades.

## Períodos de frío y sequía
En el 2003, una notable sequía (ola de calor de 2003, conocida como «El verano del siglo») causó extensos daños en los recursos forestales europeos. A consecuencia de ello, el debate público sobre las causas de la desaparición de los bosques tomó una nueva dirección y se identificaron las sequías de los años ochenta como un importante desencadenante directo del fenómeno. Por otro lado, la persistente acidificación del suelo provocada por el hombre daña las raíces más finas de los árboles y su abastecimiento de minerales (cf. micorriza). Además, en el duro invierno de 1978-79, en el que en poco tiempo las temperaturas descendieron 30 °C en algunas partes de Alemania, las heladas causaron daños significativos. Este es otro desencadenante del intenso debate público en torno a este fenómeno. El informe de daños mostró nuevos valores máximos tras la sequía de 2003. En los diferentes informes, la categoría «daños considerables» aumentó de un 23% a un 31% entre los años 2003 y 2004. Los bosques se recuperaron considerablemente en los años posteriores a 1978-79; se previó que sucediera lo mismo tras la sequía de 2003 y luego se confirmó la recuperación.  

## Efectos químicos
Se han observado daños considerables debidos principalmente a altas emisiones de dióxido de azufre, en especial en zonas con un índice de contaminación muy alto. Adolph von Söckhardt publicó en 1850 una de las primeras evaluaciones de daños en el Instituto de Química Vegetal y Forestal Tharandt. Una consecuencia de la acidificación es la liberación de iones altamente tóxicos de metales pesados y aluminio. Además, ha disminuido la disponibilidad de elementos minerales necesarios, como el calcio, potasio y magnesio. Los daños en las estomas de las hojas a causa de la acidez y el ozono impiden a los árboles regular la evaporación y la absorción del agua. En Finlandia y en Suecia, países con subsuelo de granito, la acidificación de los lagos condujo a otros daños ecológicos, que han sido combatidos con acciones de encalado a gran escala. En Alemania también se han observado daños (causados por el ozono y el óxido de nitrógeno) en zonas de baja contaminación que se encuentran alejadas de los grandes emisores de contaminantes. Asimismo, los árboles de las ciudades alemanas mostraban daños (producidos por la sal utilizada contra las heladas), fenómeno que no se presentaba en zonas urbanas de Francia y Gran Bretaña con un clima más templado o en los arbolados de Central Park en Nueva York, a pesar de sufrir otro tipo de intensas emisiones contaminantes. El nitrógeno amoniacal proveniente de la agricultura y el tráfico (sobre todo antes de la introducción del catalizador en los vehículos) tienen todavía un efecto fertilizante y también acidificante de forma indirecta, dado que las plantas acidifican la tierra al absorber nitratos. Bajo ciertas condiciones, las inmisiones antropógenas también pueden ser útiles: por ejemplo, al introducir cal en la tierra como prevención contra la acidificación o en el caso de las cenizas minerales (como la madera o el carbón) y sus componentes químicos, tales como nutrientes y oligoelementos (calcio, magnesio, selenio, molibdeno, zinc, flúor o yodo). Asimismo, se han observado efectos fertilizantes causados por compuestos de nitrógeno y también una cantidad más alta de CO2 en el aire. 

## Consecuencias del envejecimiento y de la repoblación
En los estados federales con bosques más jóvenes (como por ejemplo, Baja Sajonia) se han identificado daños más graves causados por la sequía de 2003 que en aquellas áreas con arbolados más envejecidos (por ejemplo, Baviera y Baden-Wurtemberg).  Otros efectos pueden estar relacionados indirectamente con el envejecimiento. Por ejemplo, desde finales del siglo XVIII, la silvicultura ha hecho uso de árboles de rápido crecimiento, interesantes desde el punto de vista económico, sobre todo las coníferas, tales como la pícea y el pino, que se adaptan de manera diferente dependiendo del tipo de tierra y de la geología del subsuelo, y tienden a verse afectados por enfermedades o plagas, especialmente cuando están situados en emplazamientos poco aptos para ellos. Algunos de los daños que se han observado en la Selva Negra tienen relación con la repoblación de los árboles tras la tala completa que los franceses llevaron a cabo después de la Segunda Guerra Mundial (la Selva Negra estaba en la zona de ocupación francesa).

## Aumentos de plagas en monocultivos y zonas protegidas
Conocidas plagas forestales naturales como ciertos micófitos, larvas de polilla o la infestación masiva de escarabajos de la corteza y escarabajos escolotinos tienen consecuencias drásticas en bosques debilitados o gestionados de manera deficiente. Esto afecta tanto a monocultivos de píceas como a zonas protegidas, parques naturales y zonas forestales con una inadecuada estructura de edad y con muchos árboles muertos. La imagen que esto crea evoca asociaciones negativas a muchos observadores. Por este motivo, los monocultivos existentes se están convirtiendo progresivamente en bosques mixtos, por ejemplo en los montes del Parque Nacional del Bosque Bávaro. En el caso del parque natural Steigerwald la explotación forestal ha sido muy discutida. Los Parques Nacionales y sus defensores, como por ejemplo asociaciones para la protección de la naturaleza y del medio ambiente, valoran a menudo de manera distinta que en la silvicultura la desaparición local de árboles y bosques. Al considerar el proceso de regeneración natural como un leitmotiv en los Parques Nacionales, no se plantea la opción de intervenir. Más bien, se ve en ello una oportunidad para obtener un arbolado más natural y mejor adaptado al entorno en la próxima generación de bosques, que se está formando espontáneamente mediante la regeneración natural.

## La desaparición de los bosques como fenómeno mediático
Según algunos críticos el deterioro de los bosques no es más que un fenómeno mediático con tintes alarmistas. En el extranjero se mencionaba el término Waldsterben para referirse a un fenómeno exclusivamente alemán. Aunque los daños llegaron a su punto álgido a mediados de los setenta, es en los ochenta cuando los medios le dedican una atención mayor. Las imágenes que se emitían por televisión mostraban solo las zonas forestales más dañadas. En realidad, los daños, aunque se hicieron más evidentes en esta época, ya estaban presentes en alguna medida desde mucho antes.

## Consecuencias políticas
En los años 70, los esfuerzos que se hicieron en Alemania para reducir las emisiones de gases contaminantes eran insuficientes, ya que esos gases afectaban también a otros territorios vecinos. Entre 1979 y 1999 se adoptaron diversas medidas a nivel mundial que provocaron grandes cambios en la política industrial. También se introdujeron cambios en la silvicultura: se empleó el encalado, se institucionalizaron los informes de daños y se crearon mapas de los daños forestales. Además, debido a motivos políticos, las opiniones críticas justificadas no se tuvieron en cuenta al hacer el informe sobre el estado de los bosques. Las asociaciones para la protección del medioambiente y los medios de comunicación sensacionalistas acallaron las voces que limitaban la gravedad de los daños. Cuando el gobierno hizo oficial esta nueva visión en 1993, los medios no le prestaron apenas atención. Por tanto, se puede decir que todo el fenómeno de la deforestación masiva refleja tanto problemas reales del medioambiente como la propia situación social y política en Alemania en los años ochenta. En 2003, la entonces ministra de agricultura Renate Künast declaró el final de la deforestación masiva. La situación se daba por estabilizada, pero aún quedaban muchas zonas forestales dañadas. Hay que tener en cuenta que se han empleado muchos recursos económicos durante años para atajar el problema de la desaparición de los bosques.  

## La interpretación científica del fenómeno
Las investigaciones científicas sobre la deforestación distinguen entre el tratamiento científico del fenómeno y el debate público en torno al mismo. De hecho, en el sector de la silvicultura se considera sobre todo como un mero fenómeno mediático. El debate científico sobre el deterioro de los bosques se divide en tres etapas. Entre los años 1979 y 1983 los científicos alertaron de una posible desaparición de los bosques e impulsaron la conservación de la calidad del aire. En el año 1983 la deforestación masiva ya era un tema común entre los científicos y ese mismo año las autoridades tomaron medidas efectivas para depurar el aire. La segunda fase se prolongó desde los años 1983/84 hasta 1992. En ese momento la situación empezó a estabilizarse y se redujeron la dramatización y la politización del tema. Durante la última fase, entre los años 1992 y 2007, la investigación sobre los daños de los bosques pasó a ser una investigación del ecosistema forestal claramente diferenciada. También empezó a disminuir el interés social por este tema.  La investigación tomó también una perspectiva internacional, ya que se comparó la situación en Alemania Occidental con Alemania Oriental y Francia. A lo largo del siglo XX lo que en un principio era un asunto de terratenientes e industriales se convirtió en un problema social. Este cambio se debe al desarrollo socioeconómico, político e ideológico que se dio en el periodo que abarcan las investigaciones realizadas. En Francia, en cambio, el debate alemán sobre el deterioro de los bosques apenas tuvo reflejo alguno. Hubo cierto debate público en 1999 a cuenta de los daños provocados por el huracán Lothar en los bosques franceses. Las investigaciones concluyeron que el trabajo de los expertos y el abordaje «científico» del tema no tuvieron prioridad alguna en la gestión del problema y, por tanto, difícilmente se puede hablar de una «sociedad del conocimiento».